# Tim Wiese
Tim Wiese (n. 17 decembrie 1981 în Bergisch Gladbach) este un fotbalist din Germania ce evoluează pe postul de portar.

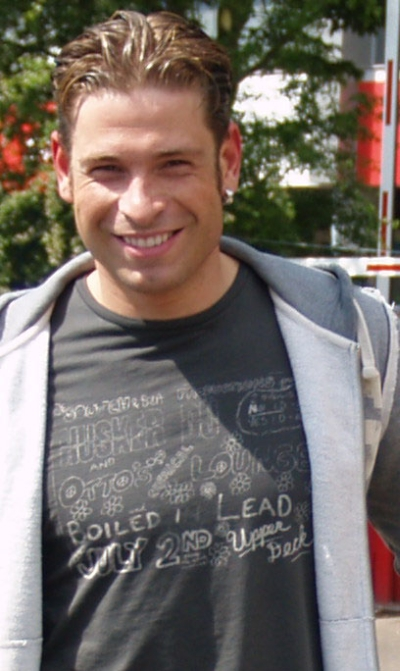
Tim Wiese

## Palmares

### Club
Werder Bremen
- DFB-Pokal: 2008–09
- DFB-Supercup: 2009
- DFB-Ligapokal: 2006

### Națională
Germania
- Campionatul Mondial de Fotbal

Locul 3: 2010

### Individual
- Silbernes Lorbeerblatt: 2010[2]